# William Fitz Robert
William Fitz Robert (ur. 23 listopada ok. 1116, zm. 23 listopada 1183) – angielski możnowładca, syn i następca Roberta, 1. hrabiego Gloucester, i Mabel, córki Roberta Fitzhamona. Jego ojciec był nieślubnym synem króla Anglii Henryka I Beauclerca.

## Życiorys
Kiedy jego ojciec dostał się we wrześniu 1141 r. do niewoli podczas trwającej właśnie w Anglii wojny domowej, William zarządzał jego majątkami. W 1144 r. pełnił funkcję zarządcy Wareham. Po śmierci ojca w 1147 r. został 2. hrabią Gloucester. W 1154 r. zawarł sojusz z Rogerem de Clare, 3. hrabią Hertford. Obaj hrabiowie zobowiązywali się do udzielania pomocy jeden drugiemu przeciwko każdemu nieprzyjacielowi, oprócz nowego króla Anglii Henryka II. Za panowania tego króla William był zarządcą Glamorgan i Caerleon. Rezydował głównie na zamku w Cardiff. Tam w 1158 r. został pojmany przez zbuntowanego rycerza Ivora Małego, który uwolnił hrabiego dopiero po spełnieniu jego żądań.
William był stronnikiem króla Henryka II. W 1173 r., podczas rebelii królewskich synów, stanął po stronie monarchy. Wkrótce jednak znalazł się pod podejrzeniem o zdradę i w 1175 r. musiał oddać królowi zamek Bristol. Po śmierci swojego jedynego syna Roberta w 1166 r. William zawarł układ z Henrykiem II, w którym na swojego następcę na hrabstwie Gloucester wyznaczał najmłodszego syna królewskiego, Jana, za którego miał wydać jedną ze swoich córek, jeśli wyrazi na to zgodę Kościół, gdyż potencjalni małżonkowie byli ze sobą blisko spokrewnieni.
W następnych latach William często pojawiał się u boku króla. W marcu 1177 r. towarzyszył mu podczas arbitrażu między królem Kastylii Alfonsem VIII Szlachetnym a królem Nawarry Sanchem VI Mądrym. W 1178 r. występował jako świadek przy darowiźnie Henryka na rzecz opactwa Waltham. Jednakże w 1183 r., podczas drugiej rebelii synów królewskich, został uwięziony wraz z innymi magnatami, których lojalność wobec króla była kwestionowana. William zmarł w 1183 r., w dniu swoich urodzin.

## Rodzina
Ok. 1150 r. poślubił Hawise de Beaumont, córkę Roberta de Beaumont, 2. hrabiego Leicester, i Amice de Montfort, córki Raoula, pana de Montfort i Gael. William i Hawise mieli razem syna i cztery córki:
- Robert Fitz William (1151 w Cardiff - 1166 w Cardiff)
- Hawisa (ok. 1152–1189), żona Geoffreya FitzPiersa, hrabiego Essex de Mandeville
- Mabel (ur. 1155), żona Amalryka V, hrabiego de Montfort
- Amicja (ur. 1160 w Tewkesbury), żona Richarda de Clare, 4. hrabiego Hertford
- Avisa lub Izabela (ok. 1170 - 14 października 1217), żona Jana bez Ziemi, króla Anglii, Geoffreya FitzGeoffreya de Mandeville, 2. hrabiego Essex, i Huberta de Burgh, 1. hrabiego Kentu